# 大德站 (云南)
大德站是一个成昆铁路上的车站，位于云南省禄丰县和平镇大德村土厂，建于1966年，邮政编码为651208。
大德站目前为四等站，隶属昆明铁路局管辖，西距广通站72公里，成都站1019公里，东距昆明站81公里。该站不办理客运业务；行李、包裹托运；货运：办理整车、零担货物发到；危险货物仅办理农药、化肥发到。